# Niklas Luhmann
Niklas Luhmann (Lüneburg, 1927. december 8. – Oerlinghausen Bielefeld mellett, 1998. november 6.) német szociológus és társadalomtudós volt. A szociológiai rendszerelmélet megalapítója. Számtalan publikációjában filozófiai, nyelvészeti, irodalom‑ és médiatudományi, jogi, gazdasági, biológiai, teológiai és pedagógiai problémafeltevésekkel foglalkozott.

## Élete
Niklas Luhmann az észak-német Lüneburgban született. 15 éves korában besorozták katonának. Amerikai hadifogságba esett és 1945-ben szabadult. 2007-ben vált ismertté, hogy Luhmann az NSDAP tagjai között szerepel, de a Der Spiegel beszámolója szerint aláírott tagságfelvételi kérelem nem létezik és így elképzelhető, hogy ahhoz, az akkor 16-17 éves generációhoz tartozott, amelynek tagjai nem tudtak „kényszertagságukról”.
Luhmann 1946–1949-ben jogot tanult Freiburg im Breisgauban. Ezt követően 1953-ig jogi gyakornok volt szülővárosában, 1954–1962 között pedig városi köztisztviselő. Ebben az időben kezdte el jegyzeteit dobozokba rendezni (Zettelkästen). 1960-ban feleségül vette Ursula von Waltert, három gyermekük született. Felesége 1977-ben elhalálozott.
1960–1961-ben Luhmann kutatói ösztöndíjat kapott a Harvardra. Ott ismerkedett meg Talcott Parsons-szal és annak szerkezetfunkcionális rendszerelméletével. 1962–1965 között gyakornok volt a Német Közigazgatási Főiskolán Speyerban, 1965-1968 a Münsteri Egyetem szociális kutatóállomásán volt részlegvezető, majd 1966-ban itt doktorált szociológiából. Már 1964-ben megjelent a Funktionen und Folgen formaler Organisationen (Formális rendszerek funkciói és következményei) című könyve, majd csupán öt hónappal később (általánosan elterjedt a négy-öt év) habilitált Dieter Claessensnél és Helmut Schelskynél a Jog és automáció a közigazgatásban, egy közigazgatástudományi vizsgálattal. 1968 -1993 a bielefeldi egyetem szociológia professzora volt.
1989-ben a Hegel-díjjal tüntették ki, majd 1997-ben az Amalfi-díjjal.
Niklas Luhmann több évtizeden keresztül Oerlinghausenben lakott Bielefeld mellett, ahol egy mindezidáig nem tökéletesen tisztázott betegségben 1998-ban elhunyt. Különböző források arról számoltak be, hogy Luhmann egy leukémiához hasonló vérrákban szenvedett.
Két évvel halála után korábbi alma materét átnevezték Niklas-Luhmann-Gimnáziummá.

## Tevékenysége
Luhmann „rendszerelmélete“ szerint a társadalom nem egyének halmaza, hanem egy zártkörű kommunikációs folyamat. A rendszerelmélet önreferenciális szociális műveletekből áll (Kommunikáció). Önreferenciális ebben a vonatkozásban azt jelenti, hogy a rendszerek csak belső műveleteikből indulnak ki, de ennek ellenére kognitívan nyitottak. A legfőbb különbségtétel egy társadalmi rendszeren belül mindig a rendszeren belüliség avagy a rendszeren kívüliség (például a jogrendszerben az első alapvető megkülönböztetés mindig magára a rendszerre vonatkozik: "jog/ minden, ami a jog rendszerén kívül áll". A társadalmi rendszerek alapvető megkülönböztetéseit (Leitdifferenz) Luhmann kódoknak nevezi. Ennek megfelelően a jogrendszer kódja a jog/jogtalanság fogalompáros. A legtöbb rendszer kódja Luhmann szerint szimbolikusan általánosított kommunikációs médium (symbolisch generalisiertes Kommunikationsmedium). Így például a gazdasági rendszer szimbolikusan általánosított kommunikációs médiuma a pénz.

## Magyarul megjelent művei
- Válogatás Niklas Luhmann írásaiból; szerk. Némedi Dénes, vál., előszó Pokol Béla, ford. Felkai Gábor; MM Marxizmus-leninizmus Oktatási Főosztály, Budapest, 1987 (Szociológiai füzetek)
- Szerelem – szenvedély. Az intimitás kódolásáról; ford. Bognár Virág; Jószöveg Műhely, Budapest, 1997 (Jószöveg könyvek)
- Látom azt, amit te nem látsz; ford. Bittera Dóra et al.; Osiris, Budapest, 1999 (Horror metaphysicae)
- Bevezetés a rendszerelméletbe; ford. Brunczel Balázs; Gondolat, Budapest, 2006 (Társadalomtudományi könyvtár)
- A tömegmédia valósága; ford. Berényi Gábor; AKTI–Gondolat, Budapest, 2008
- Szociális rendszerek. Egy általános elmélet alapvonalai; ford. Brunczel Balázs, Kiss Lajos András, utószó Karácsony András, Tóth Benedek; AKTI–Gondolat, Budapest, 2009 (Társadalomelmélet – kommunikációtudomány. A kommunikációkutatás klasszikusai)
- A modernség megfigyelései; ford. Böröczki Tamás, Brunczel Balázs; AKTI–Gondolat, Budapest, 2010
- Ökológiai kommunikáció. Képes-e felkészülni a modern társadalom az ökológiai veszélyekre?; ford. Brunczel Balázs; AKTI–Gondolat, Budapest, 2010
- Kommunikáció és társadalom Luhmann olvasókönyv; vál., tan. Bognár Bulcsu, Karácsony András; Gondolat, Budapest, 2014